# پورت کردیت
پورت کردیت (به انگلیسی: Port Credit) یک منطقهٔ مسکونی در کانادا است که در میسیساگا واقع شده‌است.
تا سال ۱۹۴۷ پورت کردین یک شهرک مجزا بود. در آمارگیری سال ۲۰۰۱ میلادی، این منطقهٔ شهری ۱۰٬۲۶۰ نفر جمعیت داشت.